# デッドストームパイレーツ
デッドストームパイレーツは、2人乗りライド型アクションゲーム。2010年にバンダイナムコゲームス（後のバンダイナムコアミューズメント）からリリースされたアーケード用ガンシューティングゲーム。

## ストーリー
その昔、海賊ヴィンセントが所有し、世界中の風を意のままに操ったとされる秘宝「覇者の息吹」。「求める者には厄災を」と言い伝えられるこのいわくつきの宝は、とある島に封印されているという。島の周辺は幽霊船の骸海賊団と3匹の魔物によって守られており、近づく者を容赦なく襲う。海賊船ワイルドドッグ号の乗組員エリックとリアは、最高の武器「黄金銃」で迫りくる敵をなぎ倒し、仲間とともに「覇者の息吹」の入手を狙っている。

## 概要
海賊たちが宝を求めて怪物と戦う冒険活劇の王道的なストーリー。
BGMも壮大な曲調で、映画をプレイしているような気分に浸ることができる。ステージは「嵐の海」から始まり、「大渦」「渓流」「洞窟」の3つのステージをクリアして魔物の封印を解くと、ラストステージへの道が開かれる。
2010年10月に『タイムクライシス4』『タイムクライシス レイジングストーム』と共に『ビッグスリー ガンシューティング』として家庭向けに移植された。
アーケード版は部品調達難に伴い、『デッドストームパイレーツ』は2017年10月に修理サポートが終了した他、『デッドストームパイレーツ SpecialEdition』も2018年11月に修理サポートを終了することが発表された。

### システム
揺れるシート
シーンに合わせて筐体が揺れ、本当に船に乗っているような感覚を体験できる。気を抜いているとバランスを崩すくらい大きく揺れるので、慣れないプレイヤーは停止ボタンで揺れを止めることが可能（ただし、停止中は画面に停止中のマークが大きく表示されるため、画面が見づらくなってしまうのが難点）。
黄金銃
見た目は小型のマスケット銃だが、弾数1発の一撃必殺銃ではなく、玉切れはない。さらに高速連射できるマシンガンなのでかなり強い。ステージ道中で現れる緑色の宝石を取ると、照準が4つに増えてガトリング銃のようになり、どんな敵も寄せ付けない特殊能力を発揮する。ガンコンは固定銃座型。その脇にコンティニュー用の100円の受け皿が設置されている。
合体ショット
2人プレイでは、照準を合わせると黄金銃の威力が上がる。敵の中には合体ショットでしか倒せないタイプもいるため、2人のコンビネーション力が重要。このシステムは『ダークエスケープ 3D』でも採用されている。
舵輪アクション
本ゲーム最大の特徴。シートの真ん中にある舵輪を回し、乗り物を操作したり、敵の攻撃を回避したりする。
アクションの成功具合によってGood!→Great!→Perfect!の順に評価が上がる。さらに特定の条件を満たしてアクションを成功させると、最高の評価「YO-HO（家庭版ではYO-HO-HO）」がつく。家庭版では、舵輪の代わりにコントローラの照準を円を描くように動かすシステムになっている。
回復
各ステージ道中にある「トレジャーハント」イベントであたりを引くとライフが回復する。リザルト画面でも回復するが、回復量はスコアに応じて10%から30%の間で変化する。また、2人プレイ時では片方がコンティニューするとルーレットが出現し、止まった数字の分だけパートナーのライフが回復する。

## 登場人物

### 海賊団
エリック・モーガン
声 - 森田成一
1P側の主人公。男性。性格は冷静沈着で、前に出がちなリアを抑える役目も務めている。銃の腕は船長からも一目置かれるほど。
リア・スチュアート
声 - 浅野真澄
2P側の主人公。女性。エリックと違い他人をグイグイ引っ張るタイプ。
ジョゼフ
声 - 稲葉実
海賊団の知恵袋といってもいい老人。船長とは長い付き合いで、 寡黙な船長と船員との橋渡し役を務める。エリックとリアの良きアドバイザーでもあり、 攻撃の指示を出したり、実況のようなセリフ回しで物語の雰囲気を盛り上げる。
ヒース・ギルバート
声 - 柴田秀勝
ワイルドドッグ号の船長。本編では堅実な作戦を立てるジョゼフとは対象的に、型破りな指示でエリックとリアを先導する。海賊として並外れた野性の勘と行動力で多くの財宝を探し当ててきた実績を持つ。エリックとリアの黄金銃も、彼が発見した宝物の一品である。
ダンカン
声 - 長嶝高士
海賊船の力仕事要員。モヒカン頭の大男なので誤解されがちだが、性格は穏やかで優しく、ポレポレやブルーノーと仲がいい。主人公以外の唯一の戦力で、プレイヤーの見えないところで戦っており（時折彼の声が聞こえる）、敵が真正面からしか来ないのは彼が側面、背面を担当しているおかげ。
ブルーノー
声 - 高戸靖広
お調子者要員でありムードメーカー。海賊でありながら船酔いしやすいという致命的な欠点を持つ。海賊団でのヒエラルキーは一番下で、ペットのポレポレにすらバカにされる始末。物語以前から次々災いが降りかかる身の上だったらしく、今作も間欠泉に吹き飛ばされたり、真っ先に魔物の標的にされたりと次々不幸が降りかかる男で、 これまでの旅で無事に生還してきたのが不思議なほどに運がない。「渓流」では一人だけ小舟ではなく樽に入って進む（オールは無く、手をかいて漕いでいる）。
ポレポレ
海賊船で飼っているオウム。宝を見つけると、その方向へ飛んでいく習性がある。

### 封印の魔物
ジャイアントクラブ
「渓流」のボス。河の中から現れる巨大なカニ。甲殻は鋼鉄よりも硬いらしいが、黄金銃で割とあっさり撃ち砕かれる。舵輪アクションは潮吹き攻撃の回避。指示方向がランダムなので、プレイヤーの反射神経がものを言う。
グレートパイソン
「洞窟」のボス。全長数十メートルを超える大蛇。口の中が弱点だが、激しく動き回るので非常に狙いを定めにくい。強固なウロコは黄金銃でも傷をつけられないらしい。舵輪アクションは噛みつき攻撃の回避。時間制限は厳しいが、指示方向が固定なので覚えてしまえば脅威ではない。
クラーケン
「大渦」のボス。皆既日食と同時に渦潮の中から姿を現す巨大なイカ。触手で船の残骸を投げつけたり、マストに巻き付いて渦の中に引きずり込もうとしてくる。舵輪アクションは触手攻撃の回避と力比べ。力比べは、一定以上の速さで回し続けないとゲージを戻されてしまう。
ヴィンセント
今作の最終ボス。かつて「覇者の息吹」を手に入れ、暴虐の限りを尽くした大海賊の亡霊。肉体が滅んでも骸骨の魔物となってプレイヤーの前に立ちはだかる。双剣を振りかざし、瞬間移動でプレイヤーを翻弄しながら斬り掛かってくる。また、空間の裂け目から手下の骸骨海賊や怨霊を召喚することもできる。一度倒しても死ななく、口の中から本体が姿を現す。こちらは怨霊を召喚しながらゆっくりと近づき、噛みついてくる。

### 邪剣
ソードファントム
「洞窟」に入り込んだ人間を待ち構える、刀を依代にした亡霊。別名“魂喰らいの邪剣“。封印の魔物以外で唯一名前が登場する敵。一見するとなんの変哲もない広刃の刀だが、正体を現すと一人でに浮き上がり、柄に目玉と、口や血管の様な模様にスジが浮かび上がる。攻撃の際に刀を握る骸骨の大男が現れるが、相手を惑わす為の幻の姿で、本体は刀身であり、目玉が弱点。複数体存在する。

## 派生作品
デッドストームパイレーツ3D
2012年4月からナムコランド川崎店 ワンダーパーク ヒーローズベースに設置されていた大型アトラクション筐体。3D映像に対応し、150インチの巨大スクリーンから敵が飛び出す迫力ある映像を体験できた。最大4人同時プレイが可能で、それに合わせて舵輪も2つに増えている。また、得点やライフの概念がないため、いくらダメージを受けてもゲームオーバーにならず、最後まで遊ぶことが可能。ただし一回のプレイで遊べるステージは一つだけで、その内容もアーケード版に修正を加えたものとなっていた。
デッドストームパイレーツ4D+
2012年12月1日 - 2013年1月14日の期間限定でナムコ・ナンジャタウンに設置された大型アトラクション筐体。内容は『デッドストームパイレーツ3D』と同じ。
デッドストームパイレーツ SpecialEdition
2014年3月から稼働を開始した最新版。最終ステージが最初から選択可能になったほか、「砦」「塔」が新たにステージに加わった。どちらも序盤からいきなり登場するボスから逃げながら進んでいく形式で、難易度は他のステージより明らかに高い。ジョゼフとブルーノー以外がほとんど喋らないのも特徴。

### 派生作品のボス
ガーディアン
「砦」のボス。宝石や装飾品がちりばめられた巨大な人型の石像。侵入した主人公を敵と見なし、どこまでも追いかけてくる。舵輪アクションは槍攻撃の回避。大砲を打つアクションもある。
怪鳥
「塔」のボス。中東の神話に伝わる伝説のロック鳥。巣に近づいたブルーノーに怒り、ステージ全編にわたって追いかけてくる。舵輪アクションは突進攻撃の回避。方向は固定されているが、制限時間が0.2秒しかなく、回す方向を覚えるか、反射神経が良くないと避けられない。